# Liste des orgues de Champagne-Ardenne protégés aux monuments historiques
Cet article recense les orgues protégés aux monuments historiques en Champagne-Ardenne, France.

## Ardennes
| Orgue                                                  | Département | Commune              | Édifice                                   | Référence | Année     | Protection     | Illus. |
| ------------------------------------------------------ | ----------- | -------------------- | ----------------------------------------- | --- | --------- | -------------- | ------ |
| Orgue de chœur partie instrumentale                    | Ardennes    | Charleville-Mézières | Église Saint-Rémi de Charleville-Mézières | « PM08000693 », notice no PM08000693 « PM08000118 », notice no PM08000118                                      | 1982      | Classé         |        |
| Orgue de tribune buffet, partie instrumentale          | Ardennes    | Donchery             | Église Sainte-Onésime de Donchery         | « PM08000178 », notice no PM08000178 « PM08000694 », notice no PM08000694 « PM08000695 », notice no PM08000695 | 1973 1980 | Classé Inscrit |        |
| Orgue de chœur partie instrumentale                    | Ardennes    | Gespunsart           | Église Saint-Rémy de Gespunsart           | « PM08000705 », notice no PM08000705 « PM08000706 », notice no PM08000706                                      | 1980      | Inscrit        |        |
| Orgue de tribune partie instrumentale                  | Ardennes    | Givet                | Église Notre-Dame de Petit-Givet          | « PM08000697 », notice no PM08000697 « PM08000236 », notice no PM08000236                                      | 1980      | Classé         |        |
| Orgue de tribune buffet                                | Ardennes    | Givet                | Église Saint-Hilaire de Givet             | « PM08000235 », notice no PM08000235 « PM08000696 », notice no PM08000696                                      | 1967      | Classé         |        |
| Orgue de tribune buffet                                | Ardennes    | Mouzon               | Abbatiale Notre-Dame de Mouzon            | « PM08000350 », notice no PM08000350 « PM08000698 », notice no PM08000698                                      | 1974      | Classé         |        |
| Orgue de tribune buffet, partie instrumentale          | Ardennes    | Novy-Chevrières      | Église Saint-Pierre du Prieuré            | « PM08000376 », notice no PM08000376 « PM08000699 », notice no PM08000699 « PM08000700 », notice no PM08000700 | 1911      | Classé         |        |
| Orgue de tribune buffet, partie instrumentale          | Ardennes    | Regniowez            | Église de la Sainte-Trinité de Regniowez  | « PM08000411 », notice no PM08000411 « PM08000701 », notice no PM08000701 « PM08000412 », notice no PM08000412 | 1971 1980 | Classé         |        |
| Orgue de tribune buffet, partie instrumentale, tribune | Ardennes    | Renwez               | Église Notre-Dame de Renwez               | « PM08000425 », notice no PM08000425 « PM08000702 », notice no PM08000702 « PM08000703 », notice no PM08000703 | 1975 1980 | Classé Inscrit |        |
| Orgue de tribune buffet, partie instrumentale          | Ardennes    | Sedan                | Église Saint-Charles de Sedan             | « PM08000708 », notice no PM08000708 « PM08000707 », notice no PM08000707 « PM08000709 », notice no PM08000709 | 2001      | Classé         |        |
| Orgue de tribune partie instrumentale                  | Ardennes    | Signy-le-Petit       | Église Saint-Nicolas de Signy-le-Petit    | « PM08000704 », notice no PM08000704 « PM08000534 », notice no PM08000534                                      | 1980      | Classé         |        |

## Aube
| Orgue                                                  | Département | Commune              | Édifice                                                       | Référence | Année     | Protection     | Illus. |
| ------------------------------------------------------ | ----------- | -------------------- | ------------------------------------------------------------- | --- | --------- | -------------- | ------ |
| Orgue de tribune buffet, partie instrumentale          | Aube        | Bar-sur-Aube         | Église Saint-Pierre de Bar-sur-Aube                           | « PM10000170 », notice no PM10000170 « PM10004969 », notice no PM10004969 « PM10000171 », notice no PM10000171 | 1964 1972 | Classé         |        |
| Orgue de tribune buffet, partie instrumentale          | Aube        | Bar-sur-Seine        | Église Saint-Étienne de Bar-sur-Seine                         | « PM10000191 », notice no PM10000191 « PM10004970 », notice no PM10004970 « PM10000193 », notice no PM10000193 | 1960 1973 | Classé         |        |
| Orgue à cylindres partie instrumentale                 | Aube        | Bourguignons         | Église Saint-Vallier de Bourguignons                          | « PM10004972 », notice no PM10004972 « PM10004973 », notice no PM10004973                                      | 1988      | Inscrit        |        |
| Orgue de tribune buffet, partie instrumentale, tribune | Aube        | Chaource             | Église Saint-Jean-Baptiste de Chaource                        | « PM10000441 », notice no PM10000441 « PM10004974 », notice no PM10004974 « PM10000442 », notice no PM10000442 | 1959 1962 | Classé         |        |
| Orgue de tribune partie instrumentale                  | Aube        | Chavanges            | Église Saint-Georges de Chavanges                             | « PM10004975 », notice no PM10004975 « PM10003631 », notice no PM10003631                                      | 1985      | Inscrit        |        |
| Orgue de tribune partie instrumentale                  | Aube        | Chessy-les-Prés      | Église Notre-Dame-de-l'Assomption de Chessy-les-Prés          | « PM10004976 », notice no PM10004976 « PM10000599 », notice no PM10000599                                      | 1980      | Classé         |        |
| Orgue de tribune partie instrumentale                  | Aube        | Cussangy             | Église Saint-Léger de Cussangy                                | « PM10004977 », notice no PM10004977 « PM10000684 », notice no PM10000684                                      | 1986      | Classé         |        |
| Orgue de tribune buffet, partie instrumentale          | Aube        | Dienville            | Église Saint-Quentin de Dienville                             | « PM10000711 », notice no PM10000711 « PM10004978 », notice no PM10004978 « PM10003696 », notice no PM10003696 | 1961 1985 | Classé Inscrit |        |
| Orgue de tribune buffet, partie instrumentale          | Aube        | Ervy-le-Châtel       | Église Saint-Pierre-ès-Liens d'Ervy-le-Châtel                 | « PM10000788 », notice no PM10000788 « PM10004979 », notice no PM10004979 « PM10000791 », notice no PM10000791 | 1959 1973 | Classé         |        |
| Orgue de tribune partie instrumentale                  | Aube        | Essoyes              | Église Saint-Rémy d'Essoyes                                   | « PM10004980 », notice no PM10004980 « PM10004981 », notice no PM10004981                                      | 1988      | Classé         |        |
| Orgue de tribune partie instrumentale                  | Aube        | Gyé-sur-Seine        | Église Saint Germain de Gyé-sur-Seine                         | « PM10004982 », notice no PM10004982 « PM10000891 », notice no PM10000891                                      | 1988      | Classé         |        |
| Orgue de chœur partie instrumentale                    | Aube        | Landreville          | Église de l'Assomption-de-la-Vierge de Landreville            | « PM10004983 », notice no PM10004983 « PM10004984 », notice no PM10004984                                      | 1988      | Inscrit        |        |
| Orgue mécanique partie instrumentale                   | Aube        | Magnicourt           | Église Saint-Vinebaud de Magnicourt                           | « PM10005001 », notice no PM10005001 « PM10001124 », notice no PM10001124                                      | 1986      | Classé         |        |
| Orgue de tribune buffet                                | Aube        | Méry-sur-Seine       | Église de l'Assomption-de-la-Vierge de Méry-sur-Seine         | « PM10001212 », notice no PM10001212 « PM10004985 », notice no PM10004985                                      | 1981 1988 | Classé         |        |
| Orgue de tribune partie instrumentale                  | Aube        | Mesnil-Saint-Loup    | Église Notre-Dame-de-la-Sainte-Espérance de Mesnil-Saint-Loup | « PM10003957 », notice no PM10003957 « PM10003956 », notice no PM10003956                                      | 1985      | Inscrit        |        |
| Orgue de tribune partie instrumentale                  | Aube        | Moussey              | Église Saint-Martin de Moussey                                | « PM10004986 », notice no PM10004986 « PM10001318 », notice no PM10001318                                      | 1980      | Classé         |        |
| Orgue de tribune buffet, partie instrumentale, tribune | Aube        | Nogent-sur-Seine     | Église Saint-Laurent de Nogent-sur-Seine                      | « PM10001401 », notice no PM10001401 « PM10004987 », notice no PM10004987 « PM10001411 », notice no PM10001411 | 1907 1965 | Classé         |        |
| Orgue de tribune buffet, partie instrumentale          | Aube        | Les Riceys           | Église Saint-Jean-Baptiste de Ricey-Haute-Rive                | « PM10001729 », notice no PM10001729 « PM10004971 », notice no PM10004971 « PM10005000 », notice no PM10005000 | 1959 1988 | Classé Inscrit |        |
| Orgue de tribune buffet, partie instrumentale          | Aube        | Les Riceys           | Église Saint-Pierre-ès-Liens de Riceys-Bas                    | « PM10001718 », notice no PM10001718 « PM10004988 », notice no PM10004988 « PM10001719 », notice no PM10001719 | 1959 1973 | Classé         |        |
| Orgue de tribune partie instrumentale                  | Aube        | Rigny-le-Ferron      | Église Saint-Martin de Rigny-le-Ferron                        | « PM10003983 », notice no PM10003983 « PM10003982 », notice no PM10003982                                      | 1985      | Inscrit        |        |
| Orgue de tribune partie instrumentale                  | Aube        | Romilly-sur-Seine    | Église Saint-Martin de Romilly-sur-Seine                      | « PM10004989 », notice no PM10004989 « PM10001779 », notice no PM10001779                                      | 1982      | Classé         |        |
| Orgue de tribune partie instrumentale                  | Aube        | Rosnay-l'Hôpital     | Église de l'Assomption-de-la-Vierge de Rosnay-l'Hôpital       | « PM10004990 », notice no PM10004990 « PM10001794 », notice no PM10001794                                      | 1986      | Classé         |        |
| Orgue de chœur partie instrumentale                    | Aube        | Troyes               | Cathédrale Saint-Pierre-Saint-Paul de Troyes                  | « PM10004995 », notice no PM10004995 « PM10002674 », notice no PM10002674                                      | 1984      | Classé         |        |
| Orgue de tribune buffet, partie instrumentale          | Aube        | Troyes               | Cathédrale Saint-Pierre-Saint-Paul de Troyes                  | « PM10002273 », notice no PM10002273 « PM10004994 », notice no PM10004994 « PM10002265 », notice no PM10002265 | 1963 1974 | Classé         |        |
| Orgue de tribune buffet, partie instrumentale          | Aube        | Troyes               | Église Sainte-Madeleine de Troyes                             | « PM10003763 », notice no PM10003763 « PM10004993 », notice no PM10004993 « PM10003754 », notice no PM10003754 | 1973      | Inscrit        |        |
| Orgue de tribune buffet, partie instrumentale          | Aube        | Troyes               | Église Saint-Jean de Troyes                                   | « PM10003764 », notice no PM10003764 « PM10004992 », notice no PM10004992 « PM10002407 », notice no PM10002407 | 1973      | Classé Inscrit |        |
| Orgue de tribune buffet, tribune                       | Aube        | Troyes               | Église Saint-Martin-des-Vignes                                | « PM10002467 », notice no PM10002467 « PM10004991 », notice no PM10004991                                      | 1965      | Classé         |        |
| Orgue de tribune partie instrumentale                  | Aube        | Troyes               | Église Saint-Nicolas de Troyes                                | « PM10004998 », notice no PM10004998 « PM10002677 », notice no PM10002677                                      | 1987      | Classé         |        |
| Orgue de chœur partie instrumentale                    | Aube        | Troyes               | Église Saint-Nizier de Troyes                                 | « PM10004997 », notice no PM10004997 « PM10002679 », notice no PM10002679                                      | 1981      | Classé         |        |
| Orgue de tribune partie instrumentale                  | Aube        | Troyes               | Église Saint-Rémy de Troyes                                   | « PM10004996 », notice no PM10004996 « PM10003798 », notice no PM10003798                                      | 1986      | Inscrit        |        |
| Orgue de tribune buffet, tribune                       | Aube        | Villenauxe-la-Grande | Église Saint-Pierre-Saint-Paul de Villenauxe-la-Grande        | « PM10004999 », notice no PM10004999 « PM10004072 », notice no PM10004072                                      | 1974      | Inscrit        |        |

## Haute-Marne
| Orgue                                                  | Département | Commune                          | Édifice                                                  | Référence | Année     | Protection | Illus. |
| ------------------------------------------------------ | ----------- | -------------------------------- | -------------------------------------------------------- | --- | --------- | ---------- | ------ |
| Orgue de chœur partie instrumentale, tribune           | Haute-Marne | Blécourt                         | Église Notre-Dame de Blécourt                            | « PM52000117 », notice no PM52000117 « PM52001486 », notice no PM52001486                                      | 1981      | Classé     |        |
| Orgue de tribune partie instrumentale                  | Haute-Marne | Bourbonne-les-Bains              | Église Notre-Dame-de-l'Assomption de Bourbonne-les-Bains | « PM52001487 », notice no PM52001487 « PM52000136 », notice no PM52000136                                      | 1981      | Classé     |        |
| Orgue de tribune buffet, partie instrumentale          | Haute-Marne | Breuvannes-en-Bassigny           | Église Saint-Georges de Meuvy                            | « PM52000182 », notice no PM52000182 « PM52001488 », notice no PM52001488 « PM52000193 », notice no PM52000193 | 1964 1974 | Classé     |        |
| Orgue de tribune buffet, partie instrumentale          | Haute-Marne | Châteauvillain                   | Église Notre-Dame de Châteauvillain                      | « PM52000275 », notice no PM52000275 « PM52001489 », notice no PM52001489 « PM52000276 », notice no PM52000276 | 1979      | Classé     |        |
| Orgue de tribune buffet, partie instrumentale          | Haute-Marne | Chaumont                         | Église Saint-Jean-Baptiste de Chaumont                   | « PM52000321 », notice no PM52000321 « PM52001490 », notice no PM52001490 « PM52000320 », notice no PM52000320 | 1973 1974 | Classé     |        |
| Orgue de tribune partie instrumentale                  | Haute-Marne | Doulaincourt-Saucourt            | Église Saint-Martin de Doulaincourt                      | « PM52000416 », notice no PM52000416                                                                           | 1979      | Classé     |        |
| Orgue de tribune partie instrumentale                  | Haute-Marne | Droyes                           | Église Notre-Dame-de-l'Assomption de Droyes              | « PM52001492 », notice no PM52001492 « PM52000420 », notice no PM52000420                                      | 1980      | Classé     |        |
| Orgue de tribune buffet                                | Haute-Marne | Éclaron-Braucourt-Sainte-Livière | Église Saint-Laurent d'Éclaron                           | « PM52000424 », notice no PM52000424 « PM52001493 », notice no PM52001493                                      | 1965      | Classé     |        |
| Orgue de tribune partie instrumentale                  | Haute-Marne | Fronville                        | Église Saint-Lumier de Fronville                         | « PM52001494 », notice no PM52001494 « PM52000496 », notice no PM52000496                                      | 1980      | Classé     |        |
| Orgue de tribune buffet, partie instrumentale          | Haute-Marne | Joinville                        | Église Notre-Dame de Joinville                           | « PM52000586 », notice no PM52000586 « PM52001495 », notice no PM52001495 « PM52000593 », notice no PM52000593 | 1970 1974 | Classé     |        |
| Orgue de chœur partie instrumentale                    | Haute-Marne | Langres                          | Cathédrale Saint-Mammès de Langres                       | « PM52001498 », notice no PM52001498 « PM52001351 », notice no PM52001351                                      | 1993      | Classé     |        |
| Orgue de tribune buffet, partie instrumentale          | Haute-Marne | Langres                          | Cathédrale Saint-Mammès de Langres                       | « PM52000700 », notice no PM52000700 « PM52001499 », notice no PM52001499 « PM52000663 », notice no PM52000663 | 1949 1970 | Classé     |        |
| Orgue de chœur buffet                                  | Haute-Marne | Langres                          | Église Saint-Martin de Langres                           | « PM52000765 », notice no PM52000765 « PM52001496 », notice no PM52001496                                      | 1970      | Classé     |        |
| Orgue de tribune partie instrumentale                  | Haute-Marne | Langres                          | Église Saint-Martin de Langres                           | « PM52001497 », notice no PM52001497 « PM52000768 », notice no PM52000768                                      | 1986      | Classé     |        |
| Orgue de tribune partie instrumentale                  | Haute-Marne | Nully                            | Église Notre-Dame-de-la-Nativité de Nully                | « PM52000961 », notice no PM52000961                                                                           | 1979      | Classé     |        |
| Orgue de tribune partie instrumentale                  | Haute-Marne | Poissons                         | Église Saint-Aignan de Poissons                          | « PM52001501 », notice no PM52001501 « PM52001012 », notice no PM52001012                                      | 1981      | Classé     |        |
| Orgue de chœur partie instrumentale                    | Haute-Marne | Saint-Dizier                     | Église Notre-Dame de Saint-Dizier                        | « PM52001502 », notice no PM52001502 « PM52001331 », notice no PM52001331                                      | 1990      | Classé     |        |
| Orgue de tribune buffet, partie instrumentale          | Haute-Marne | Saint-Dizier                     | Église Notre-Dame de Saint-Dizier                        | « PM52001083 », notice no PM52001083 « PM52001503 », notice no PM52001503 « PM52001082 », notice no PM52001082 | 1974 1975 | Classé     |        |
| Orgue de tribune partie instrumentale                  | Haute-Marne | Saint-Dizier                     | Église Saint-Martin de Gigny                             | « PM52001504 », notice no PM52001504 « PM52001505 », notice no PM52001505                                      | 1989      | Inscrit    |        |
| Orgue de tribune partie instrumentale                  | Haute-Marne | Thonnance-lès-Joinville          | Église Saint-Didier de Thonnance-lès-Joinville           | « PM52001506 », notice no PM52001506 « PM52001177 », notice no PM52001177                                      | 1981      | Classé     |        |
| Orgue de chœur partie instrumentale                    | Haute-Marne | Villiers-en-Lieu                 | Église Saint-Rémy de Villiers-en-Lieu                    | « PM52001507 », notice no PM52001507 « PM52001284 », notice no PM52001284                                      | 1980      | Classé     |        |
| Orgue de chœur partie instrumentale                    | Haute-Marne | Wassy                            | Église Notre-Dame de Wassy                               | « PM52001509 », notice no PM52001509 « PM52001307 », notice no PM52001307                                      | 1981      | Classé     |        |
| Orgue de tribune buffet, partie instrumentale, tribune | Haute-Marne | Wassy                            | Église Notre-Dame de Wassy                               | « PM52001309 », notice no PM52001309 « PM52001508 », notice no PM52001508 « PM52001316 », notice no PM52001316 | 1965 1973 | Classé     |        |

## Marne
| Orgue                                                  | Département | Commune                | Édifice                                                          | Référence | Année     | Protection | Illus. |
| ------------------------------------------------------ | ----------- | ---------------------- | ---------------------------------------------------------------- | --- | --------- | ---------- | ------ |
| Orgue de tribune buffet, partie instrumentale          | Marne       | Avenay-Val-d'Or        | Église Saint-Trésain                                             | « PM51000051 », notice no PM51000051 « PM51001739 », notice no PM51001739 « PM51001324 », notice no PM51001324 | 1959 1975 | Classé     |        |
| Orgue de tribune partie instrumentale                  | Marne       | Bouzy                  | Église Saint-Basle de Bouzy                                      | « PM51001740 », notice no PM51001740 « PM51001741 », notice no PM51001741                                      | 1985      | Inscrit    |        |
| Orgue de tribune buffet, partie instrumentale          | Marne       | Châlons-en-Champagne   | Cathédrale Saint-Étienne de Châlons                              | « PM51001346 », notice no PM51001346 « PM51001742 », notice no PM51001742 « PM51000217 », notice no PM51000217 | 1979 1996 | Classé     |        |
| Orgue de tribune buffet, partie instrumentale          | Marne       | Châlons-en-Champagne   | Église Saint-Alpin de Châlons-en-Champagne                       | « PM51000221 », notice no PM51000221 « PM51001743 », notice no PM51001743 « PM51000226 », notice no PM51000226 | 1976 1978 | Classé     |        |
| Orgue de tribune partie instrumentale                  | Marne       | Châlons-en-Champagne   | Église Saint-Loup de Châlons-en-Champagne                        | « PM51001744 », notice no PM51001744 « PM51000232 », notice no PM51000232                                      | 1980      | Classé     |        |
| Orgue de tribune partie instrumentale                  | Marne       | Châlons-en-Champagne   | Église Saint-Jean de Châlons-en-Champagne                        | « IM51001070 », notice no IM51001070 « IM51001070 », notice no IM51001070                                      | 1932      | Inscrit    |        |
| Orgue de tribune partie instrumentale                  | Marne       | Châlons-en-Champagne   | Hôtel de Région de la Champagne-Ardenne                          | « PM51001745 », notice no PM51001745 « PM51001746 », notice no PM51001746                                      | 1979      | Inscrit    |        |
| Orgue de chœur partie instrumentale                    | Marne       | Clesles                | Église Saint-Sulpice de Clesles                                  | « PM51001782 », notice no PM51001782 « PM51001783 », notice no PM51001783                                      | 2002      | Inscrit    |        |
| Orgue de tribune partie instrumentale                  | Marne       | Courtisols             | Église Saint-Martin de Courtisols                                | « PM51001747 », notice no PM51001747 « PM51001748 », notice no PM51001748                                      | 1979      | Inscrit    |        |
| Orgue de tribune buffet, partie instrumentale, tribune | Marne       | Damery                 | Église Saint-Georges de Damery                                   | « PM51000354 », notice no PM51000354 « PM51001749 », notice no PM51001749 « PM51000359 », notice no PM51000359 | 1911 1978 | Classé     |        |
| Orgue de tribune partie instrumentale                  | Marne       | Épernay                | Église Notre-Dame d'Épernay                                      | « PM51001751 », notice no PM51001751 « PM51001752 », notice no PM51001752                                      | 1979      | Classé     |        |
| Orgue de tribune partie instrumentale                  | Marne       | Épernay                | Église Saint-Pierre-Saint-Paul d'Épernay                         | « PM51001750 », notice no PM51001750 « PM51000389 », notice no PM51000389                                      | 1979      | Classé     |        |
| Orgue de tribune buffet, tribune                       | Marne       | L'Épine                | Basilique Notre-Dame de l'Épine                                  | « PM51001753 », notice no PM51001753 « PM51001260 », notice no PM51001260                                      | 1840      | Classé     |        |
| Orgue de tribune buffet, partie instrumentale          | Marne       | Hautvillers            | Abbatiale Saint-Sindulphe d'Hautvillers                          | « PM51000470 », notice no PM51000470 « PM51001754 », notice no PM51001754 « PM51000478 », notice no PM51000478 | 1976 1978 | Classé     |        |
| Orgue de tribune partie instrumentale                  | Marne       | Heiltz-l'Évêque        | Hôtel de ville d'Heiltz-l'Évêque                                 | « PM51001755 », notice no PM51001755 « PM51001306 », notice no PM51001306                                      | 1993      | Classé     |        |
| Orgue de tribune buffet                                | Marne       | Hermonville            | Église Saint-Sauveur d'Hermonville                               | « PM51000484 », notice no PM51000484 « PM51001756 », notice no PM51001756                                      | 1979      | Classé     |        |
| Orgue de tribune buffet, partie instrumentale, tribune | Marne       | Juvigny                | Église Notre-Dame de Juvigny                                     | « PM51001757 », notice no PM51001757 « PM51000503 », notice no PM51000503 « PM51001296 », notice no PM51001296 | 1975 1978 | Classé     |        |
| Orgue de chœur partie instrumentale                    | Marne       | Le Mesnil-sur-Oger     | Église Saint-Nicolas du Mesnil-sur-Oger                          | « PM51001784 », notice no PM51001784 « PM51001785 », notice no PM51001785                                      | 2002      | Inscrit    |        |
| Orgue de tribune partie instrumentale                  | Marne       | Montmirail             | Église Saint-Étienne de Montmirail                               | « PM51001760 », notice no PM51001760 « PM51000574 », notice no PM51000574                                      | 1984      | Classé     |        |
| Orgue de tribune partie instrumentale                  | Marne       | La Neuville-au-Pont    | Église de la Nativité-de-la-Sainte-Vierge de La Neuville-au-Pont | « PM51001758 », notice no PM51001758 « PM51001759 », notice no PM51001759                                      | 1979      | Inscrit    |        |
| Orgue de tribune partie instrumentale                  | Marne       | Plivot                 | Église Saint-Quentin de Plivot                                   | « PM51001761 », notice no PM51001761 « PM51000640 », notice no PM51000640                                      | 1980      | Classé     |        |
| Orgue de tribune buffet, partie instrumentale          | Marne       | Reims                  | Cathédrale Notre-Dame de Reims                                   | « PM51001273 », notice no PM51001273 « PM51001780 », notice no PM51001780 « PM51000851 », notice no PM51000851 | 1862 1982 | Classé     |        |
| Orgue de chœur partie instrumentale                    | Marne       | Reims                  | Église Saint-Maurice de Reims                                    | « PM51001762 », notice no PM51001762 « PM51000856 », notice no PM51000856                                      | 1981      | Classé     |        |
| Orgue de tribune buffet, partie instrumentale, tribune | Marne       | Sainte-Menehould       | Église Notre-Dame de Sainte-Menehould                            | « PM51001002 », notice no PM51001002 « PM51001767 », notice no PM51001767 « PM51001003 », notice no PM51001003 | 1980 1981 | Classé     |        |
| Orgue de tribune partie instrumentale                  | Marne       | Saint-Germain-la-Ville | Église Saint-Germain de Saint-Germain-la-Ville                   | « PM51001765 », notice no PM51001765 « PM51001766 », notice no PM51001766                                      | 1979      | Inscrit    |        |
| Orgue de tribune buffet, partie instrumentale          | Marne       | Sarry                  | Église Saint-Julien de Sarry                                     | « PM51001764 », notice no PM51001764 « PM51001763 », notice no PM51001763 « PM51001781 », notice no PM51001781 | 1977      | Inscrit    |        |
| Orgue de tribune buffet, tribune                       | Marne       | Sézanne                | Église Saint-Denis de Sézanne                                    | « PM51001035 », notice no PM51001035 « PM51001768 », notice no PM51001768                                      | 1908      | Classé     |        |
| Orgue de tribune buffet, partie instrumentale          | Marne       | Somme-Suippe           | Église Saint-Pierre de Somme-Suippe                              | « PM51001770 », notice no PM51001770 « PM51001769 », notice no PM51001769 « PM51001771 », notice no PM51001771 | 1998      | Classé     |        |
| Orgue de tribune buffet, partie instrumentale          | Marne       | Suippes                | Église Saint-Martin de Suippes                                   | « PM51001771 », notice no PM51001770 « PM51001771 », notice no PM51001770 « PM51001771 », notice no PM51001770 | 1998      | Classé     |        |
| Orgue de tribune partie instrumentale                  | Marne       | Tours-sur-Marne        | Église Sainte-Madeleine de Tours-sur-Marne                       | « PM51001772 », notice no PM51001772 « PM51001307 », notice no PM51001307                                      | 1993      | Classé     |        |
| Orgue de tribune buffet                                | Marne       | Vienne-le-Château      | Église Saint-Pierre-Saint-Paul de Vienne-le-Château              | « PM51001687 », notice no PM51001687 « PM51001773 », notice no PM51001773                                      | 1996      | Classé     |        |
| Orgue de tribune partie instrumentale                  | Marne       | Villevenard            | Église Saint-Alpin de Villevenard                                | « PM51001774 », notice no PM51001774 « PM51001775 », notice no PM51001775                                      | 1980      | Inscrit    |        |
| Orgue de tribune buffet, partie instrumentale          | Marne       | Vitry-le-François      | Collégiale Notre-Dame de Vitry-le-François                       | « PM51001208 », notice no PM51001208 « PM51001777 », notice no PM51001777 « PM51001778 », notice no PM51001778 | 1963      | Classé     |        |
| Orgue de tribune buffet                                | Marne       | Vitry-en-Perthois      | Église Saint-Memmie de Vitry-en-Perthois                         | « PM51001236 », notice no PM51001236 « PM51001776 », notice no PM51001776                                      | 1975      | Classé     |        |
| Orgue de tribune partie instrumentale                  | Marne       | Vraux                  | Église Saint-Laurent de Vraux                                    | « PM51001779 », notice no PM51001779 « PM51001241 », notice no PM51001241                                      | 1978      | Classé     |        |